# 4. Feld-Division
4. Feld-Division foi uma divisão de campo da Luftwaffe que prestou serviço durante a Segunda Guerra Mundial, combatendo com a Heer. Formada em Setembro de 1942, foi absorvida pelo exército em Novembro de 1943.

## Comandantes
- Rainer Stahel, 25 de Setembro de 1942 - 28 de Novembro de 1942[1]
- Wilhelm Voelk, 28 de Novembro de 1942 - 1 de Abril de 1943[1]
- Hans-Georg Schreder, 1 de Abril de 1943 - 31 de Julho de 1943[1]
- Hans Sauerbrey, 31 de Julho de 1943 - 1 de Novembro de 1943[1]